# 맥 더마코
맥 더마코(Mac DeMarco, 1990년 4월 30일 ~ )는 캐나다의 싱어송라이터이다.

## 음반 목록
- 2 (2012)
- Salad Days (2014)
- This Old Dog (2017)